# Марклькофен
Марклькофен (нім. Marklkofen) — громада в Німеччині, знаходиться в землі Баварія. Підпорядковується адміністративному округу Нижня Баварія. Входить до складу району Дінгольфінг-Ландау.
Площа — 40,72 км2. Населення становить 3720 ос. (станом на 31 грудня 2020).